# 亀尾フッ化水素酸漏出事故
亀尾フッ化水素酸漏出事故（クミ フッかすいそさんろうしゅつじこ）は、2012年に大韓民国・慶尚北道亀尾市の化学工場で発生した、強い毒性と腐食性を持つ液体フッ化水素酸の漏出事故である。
作業員ら5人が死亡、住民ら四千人あまりが健康被害を受けた。

## 被害
2012年9月27日午後3時41分頃、慶尚北道亀尾市の亀尾第4工業団地にある化学メーカー「ヒューブグローバル」の工場で、フッ化水素酸20トンを積載したタンクローリーから貯蔵タンクに移送する作業中に、約8トンのフッ化水素酸が漏出した。
この事故で、同社の作業員4人とポンプの修理工の計5人が死亡。消防隊員など18人が重傷を負い、10月8日までに周辺住民など4195人が診察を受けた。症状を訴えた中には、現場から1.5Km離れた住民も含まれる。
10月5日までの調べでは、農地の被害は135ヘクタール、家畜への被害2738頭。腐食した自動車は516台に上った。
韓国政府は、10月8日に現場周辺の亀尾市山東面鳳山里一帯を「特別災難地域」に指定し、復旧費用の一部を支援することを決めた。

## 原因と対応
警察による監視カメラの解析では、タンクローリーに原料ホース・エアホースの双方とも接続されていない状態でバルブが開かれていたことが明らかになった。
この原因として、ホースを接続する作業員がバランスを崩したためにバルブが開かれたと推定されている。また、作業員は備え付けの化学防護服やガスマスクを着用していなかった。
消防隊員もフッ化水素酸に対応した保護具を着用せず、中和剤の散布は翌日まで行えなかった。
毒物の除去が完了しないうちに危機警報レベルを引き下げ、避難住民を帰宅させた政府の対応の不備も指摘されている。

## ヒューブグローバル
ヒューブグローバルは韓国と中華人民共和国の合弁企業で、医薬品・化粧品や電子部品などの原料を製造していた。本社はソウル特別市。
同工場は2008年9月に操業を開始し、フッ化水素酸のほかリン酸、硫酸、グリセリンなどを生産していた。敷地面積4060m2で、年間生産量は約9000トン。
2009年6月にもフッ化水素酸50%液の噴出事故で作業員が薬傷を負っている。
亀尾第4工業団地はハイテク産業を誘致するために開発されたが、2008年に立地規制を緩和し他の業種の進出も可能とした。